# ارنجن
ارنجن، روستایی از توابع بخش برزک شهرستان کاشان در استان اصفهان ایران است.

## جمعیت
این روستا در دهستان گلاب قرار دارد و براساس سرشماری مرکز آمار ایران در سال ۱۳۸۵، جمعیت آن ۱۴۶ نفر (۴۵خانوار) بوده‌است.